# Imigração espanhola no México
Imigração espanhola no México é a comunidade europeia mais numerosa do país. Estima-se que haja quase cinquenta milhões de hispano-mexicanos, descendentes de uma enorme massa de imigrantes chegados ao México entre 1870 e 1960. A primeira cidade fundada por colonos espanhóis na América Continental foi Veracruz em 1535, durante o governo da dinastia filipina.

## Histórico
A grande imigração espanhola só começou em fins do século XVI, devido a conquista de Tenochtitlan, capital do Império Azteca, no ano de 1521 por Hernán Cortés. A presença espanhola em terras mexicanas acontece desde o início da colonização da Nova Espanha. Durante a União Ibérica, muitos espanhóis se estabeleceram no México, particularmente em Cidade do México.